# Sufnersee
Der Sufnersee ist ein Stausee mit einer Seespiegelhöhe von 1398 m ü. M. auf dem Gebiet der Gemeinden Sufers und Rheinwald im Schweizer Kanton Graubünden, unmittelbar südlich der A13/E 43 und der Hauptstrasse 13. Einziger Ort am See ist Sufers.
Seine Absperrbauwerke bestehen aus einem Crestawalddamm genannten 10 Meter hohen und 244 Meter langen Erdschüttdamm mit einer Kronenkote von 1404 m ü. M. sowie einer Sufers genannten 58 Meter hohen und 125 Meter langen Bogenstaumauer mit einer Kronenkote lt. «swisstopo» von 1403 m ü. M. bzw. lt. «Schweizerischem Talsperrenkomitee» von 1404 m ü. M. Fertiggestellt und in Betrieb genommen wurden die Absperrbauwerke im Jahr 1962. Das Wasser wird dem etwa vier Kilometer Luftlinie talabwärts gelegenen Kraftwerk (Zentrale) Bärenburg zur Stromerzeugung zugeleitet, kann aber auch über das Kraftwerk Ferrera im südöstlich gelegenen Nachbartal Val Ferrera nach oben in den Stausee Lago di Lei gepumpt werden.
Stauseen und Kraftwerke wurden von der Kraftwerke Hinterrhein AG mit Sitz in Thusis errichtet und werden (Stand 2024) von diesem Unternehmen auch betrieben.
Durch den Vollstau des Sees gingen rund 30 Hektar Wiesland und Weiden verloren. Indem aber während des Baus im künftigen Stauraum der Humus abgetragen und zur Bodenverbesserung auf magere Böden außerhalb aufgebracht wurde, gelang es, den Futterverlust zu kompensieren.

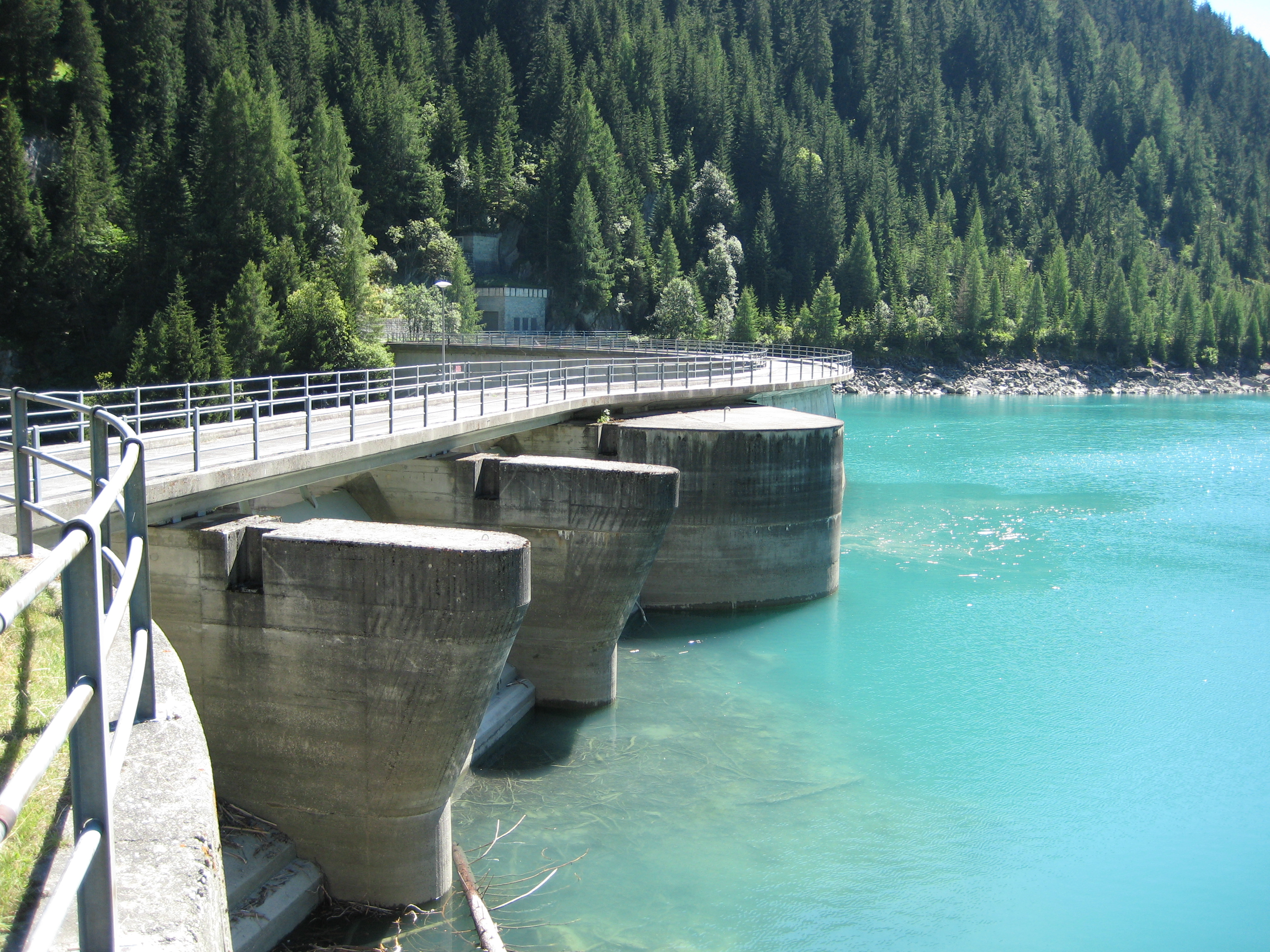
Stauwehr
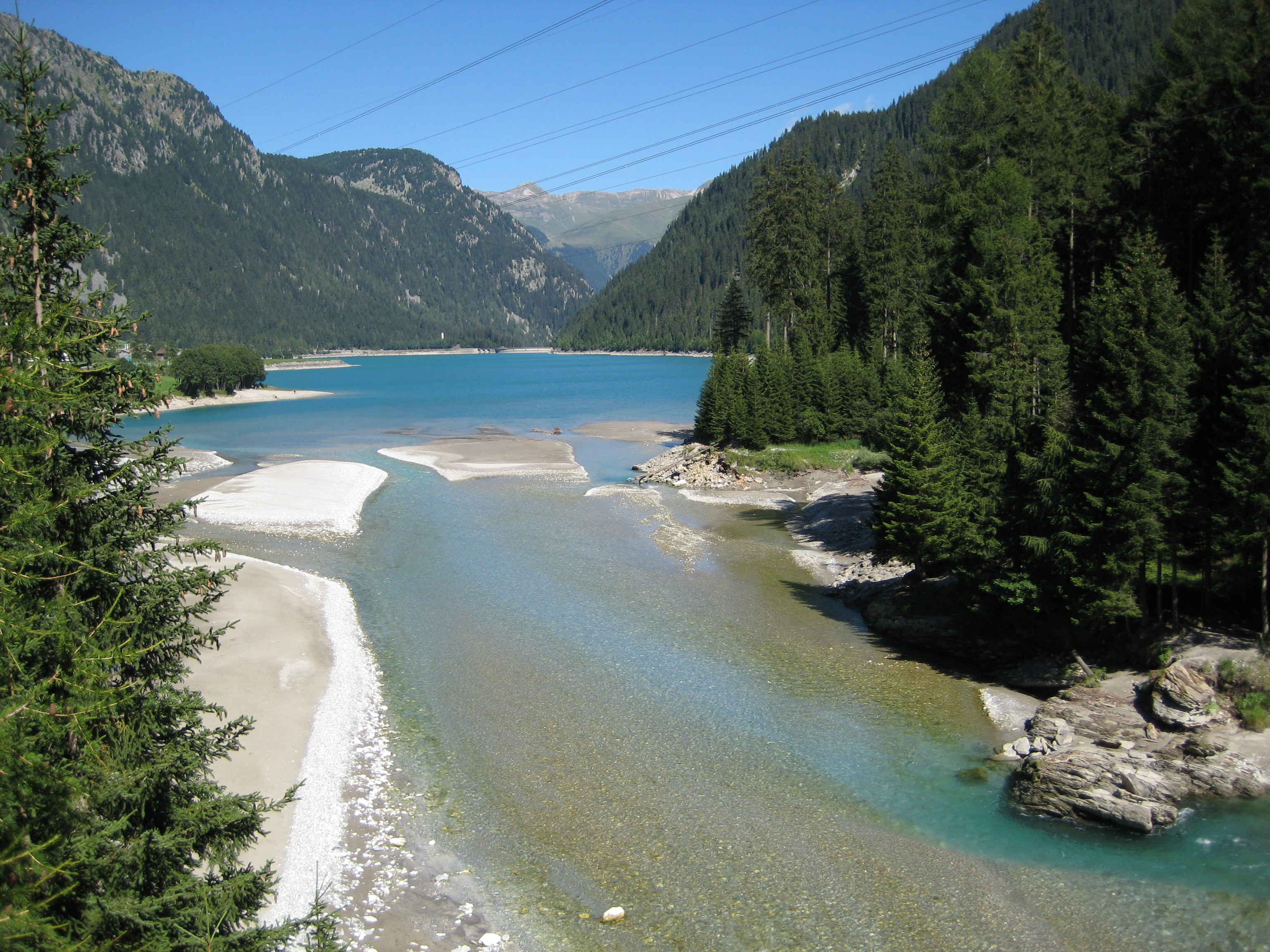
Zufluss
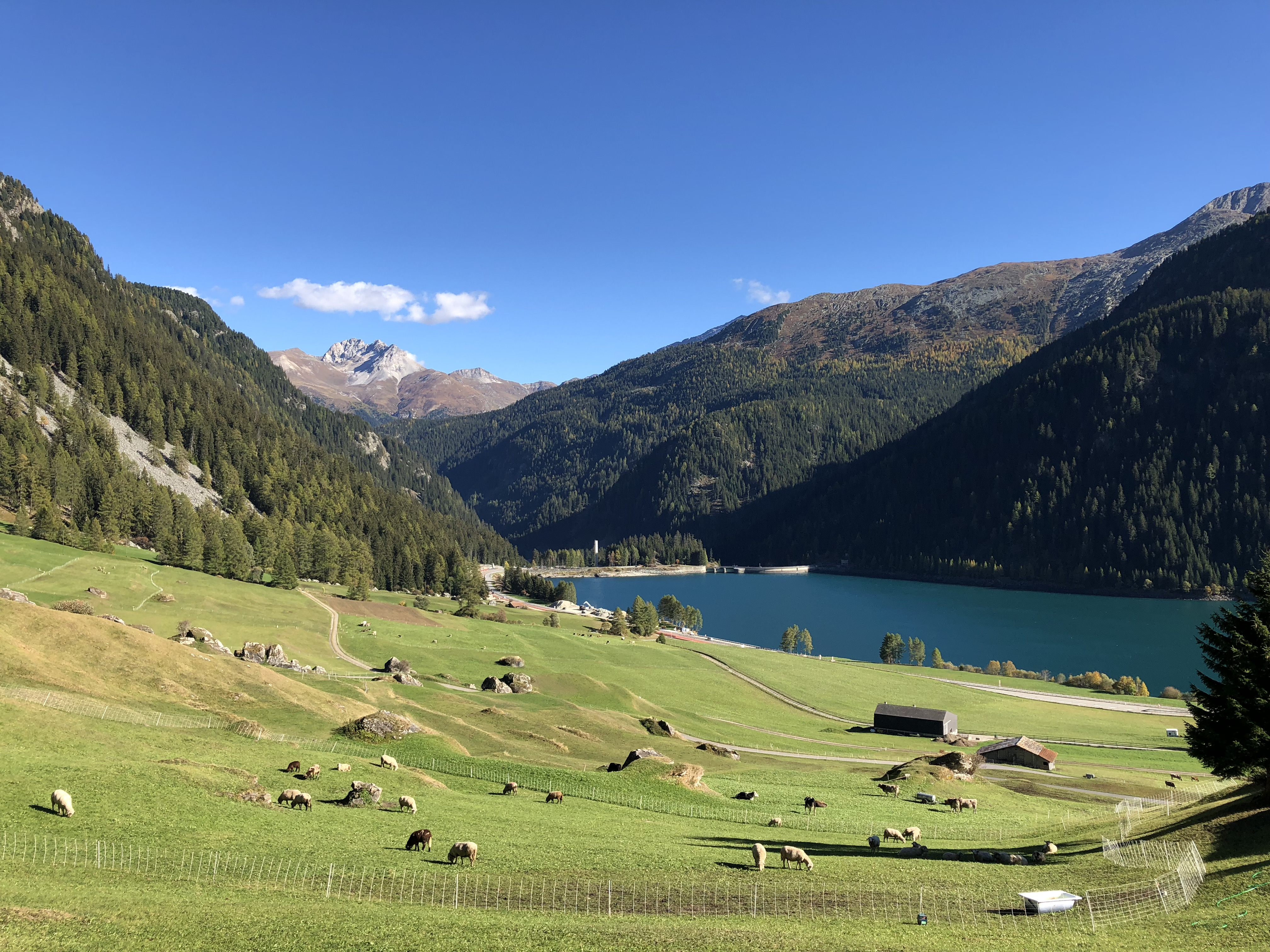
Blick zur Mauer